# Leonor Sauri Santisteban
Leonor Sauri Santisteban (Lima, 1840—1890) va ser una poetessa peruana, que va formar part de la primera generació de dones il·lustrades del Perú.
Filla d'Antonia Santisteban i de Juan Sauri. Des d'una edat matinera va afeccionar-se a la lectura i la composició poètica. En constatar el seu talent literari, Ignacio Novoa i Vicente Piedrahita, destacats homes de lletres, van donar-li lliçons i consells per a perfeccionar el seu art.
Les seves primeres poesies van aparèixer a El Comercio (1868) i El Correo del Perú (1871-1872), signades amb el pseudònim Angélica del Pont. Gràcies a l'acollida favorable, va revelar la seva identitat i, en endavant, va col·laborar amb diversos diaris i revistes com La Bella Limeña, El Parnaso Peruano, La Perla del Rímac, El progreso, Perlas y Flores, La Alborada, El Perú Ilustrado, entre d'altres de temàtica literària, artística i religiosa.
Els seus versos són de caràcter intimista i melangiós, capaços de transmetre tot el que sentia l'autora, i malgrat el nombre de la seva producció, no va arribar a publicar cap llibre. Entre les seves poesies hi ha les titulades A una alondra, Mi llanto, una de les més destacades, Jamás te olvidaré o La rosa y el clavel, les quals van ser incloses per José Domingo Cortés a Parnaso peruano, una compilació de poesia peruana.
També va llegir els seus versos a les cèlebres vetllades literàries que organitzava l'escriptora Juana Manuela Gorriti entre 1876 i 1877.